# دهستان میشاب شمالی
دهستان میشاب شمالی یکی از دهستان‌های استان آذربایجان شرقی است که در بخش مرکزی شهرستان مرند واقع شده است. مرکز این دهستان، روستای کندلج (کوللی) می‌باشد.